# Духонін Микола Миколайович
Мико́ла Микола́йович Духо́нін (рос. Николай Николаевич Духонин; * 13 грудня 1876, Смоленська губернія, Російська імперія — † 3 грудня 1917, Могильов, Російська Радянська Республіка) — російський воєначальник, генерал-лейтенант. Учасник Першої світової війни, Верховний головнокомандувач російської армії в листопаді-грудні 1917 року.

## Життєпис
Походив з дворян Смоленської губернії. Закінчив Київський Володимирський кадетський корпус (1894) та Олександрівське військове училище (1896), випущений в лейб-гвардії Литовський полк. У 1902 р. закінчив і Академію Генштабу по першому розряду. З 1 лютого 1902 по 1 травня 1904 командував ротою у 168-му Миргородському піхотного полку. З 6 листопада 1904 р. — старший ад'ютант штабу 42-й піхотного дивізії. З 2 січня 1906 р. — помічник старшого ад'ютанта штабу Київського військового округу. З 8 січня 1907 — Штаб-офіцер для доручень при штабі Київського ВО. Підполковник (ст. 22.04.1907). Перебував у підкомандуванні Київського військового училища для викладання військових наук (02.09.1908-24.09.1912). У 1910 р. командував батальйоном в лейб-гвардії Литовському полку. Полковник (ст. 06.12.1911). З 24 вересня 1912 р. — старший ад'ютант штабу Київського ВО.

### Перша світова війна
Під час Першої світової війни з 19 липня 1914 р. — старший ад'ютант відділу ген-квартірмейстера штабу 3-ї армії, керував питання розвідки. У вересні 1914 р. у фортеці Перемишль нагороджений Георгіївський зброєю (ВП 11.04.1915). З 20 квітня 1915 р. командував 165-м Луцьким піхотним полком. За битви біля Бяли (19-22.04.1915) і Мокри (25-27.04.1915) нагороджено орденом Святого Георгія 3-го ступеня. З 22 грудня 1915 р. був помічником ген-квартірмейстера штабу Південно-Західного фронту генерала Дітеріхса. 25 травня 1916 р. після призначення генерала Дітеріхса начальником 2-ю Особливою піхотною бригадою призначений генерал-квартирмейстером штабу Південно-Західного фронту. У червні-серпні 1917 р. начальник штабу Південно-Західного, в серпні-вересні 1917 — Західного фронтів. Генерал-лейтенант (04.08.1917).
З 23 вересня 1917 начальник штабу верховного головнокомандуючого О. Ф. Керенського, після втечі Керенського з 16 листопада виконувач обов'язків верховного головнокомандуючого.
9 листопада В.Ленін, Й.Сталін і М.Криленко викликали Духоніна по телефону, вимагаючи негайно вступити в мирні переговори з австро-німецьким командуванням. Духонін відмовився, заявивши, що такі переговори може вести тільки центральний уряд, а не командуючий армією. Після цього йому оголосили, що його знімають з посади головнокомандувача, але він повинен виконувати далі свої обов'язки до прибуття нового головнокомандувача Криленка.
19 листопада розпорядився звільнити з в'язниці в Бихові генералів Корнілова, Денікіна та ін., заарештованих після корніловского заколоту.
3 грудня 1917 р. в Могилів прибув М. В. Криленко, який віддав наказ про свій вступ на посаду голкома і передав Духоніну, що він буде відправлений у Петроград в розпорядження РНК.
Коли Духонін на автомобілі Криленка прибув на залізничний вокзал, щоб йти в столицю, там зібрався натовп через звістку про втечу Л. Г. Корнілова. Незважаючи на спроби особистого конвою нового голкома врятувати Духоніна, той був розшарпаний розлюченим натовпом. За іншою версією Духонін був убитий матросами-охоронцями Криленка.
Вираз «відправити у штаб до Духоніна», що з'явилося під час громадянської війни в Росії, означало «вбити», «розстріляти».

Могила Миколи Духоніна

Похований у Києві на Лук'янівському цвинтарі (ділянка № 11, ряд 6, місце 26(1)).

## Нагороди
- Орден Святого Станіслава 3-й ст. (1906);
- Орден Святої Анни 3-й ст. (1906);
- Орден Святого Станіслава 2-й ст. (06.12.1909);
- Орден Святої Анни 2-й ст. (06.12.1912).
- Орден Святого Георгія 4-й ст. (05.02.1916)
- Орден Святого Георгія 3-й ст. (15.06.1917)